# Washington (football, 1er avril 1975)
Washington Stecanelo Cerqueira
Pour les articles homonymes, voir Washington.
Washington Stecanelo Cerqueira, plus communément connu sous le pseudonyme de Washington Cœur vaillant ou tout simplement Washington (né le 1er avril 1975 à Brasilia), est un attaquant brésilien de football.

## Biographie
Au Brésil, il joua pour trois équipes Caxias do Sul (lors de la saison 1998-1999), pour l'International et Ponte Preta, jusqu'à ce qu'il signe avec Fenerbahçe pour 2 saisons en 2002. 
Lors de la saison 2002-2003 en Championnat Turc, il marque 9 buts en 12 matchs, mais est libéré par son club à cause de ses problèmes de santé. 
Washington a subi une coronarographie. Une fois analysée, les médecins lui annoncent que jouer au football ne représenterait pas un risque pour son état. Il signe alors avec l'Atlético Paranaense, où il a été en 2004 meilleur buteur de la Ligue brésilienne avec 34 buts et a battu le record de la ligue. Pour sa guérison, il fut surnommé Coração Valente.
En 2005, il s'installe au Japon pour jouer au Tokyo Verdy 1969 dans la J-League. Il fait une bonne saison avec 22 buts en 33 matchs mais n'a pas pu sauver son club de la relégation. En 2006, il est transféré à Urawa Red Diamonds et aide les Reds à gagner leur premier titre de J-League, devenant le meilleur buteur de la ligue avec 26 buts en 26 matchs. 
Le 21 décembre 2007, Washington a accepté de revenir au Brésil après le Mondial des clubs 2007 et signe pour Fluminense.

## Palmarès

### Club
- Championnat du Japon : 2006
- Championnat du Brésil : 2010

### Distinctions individuelles
- Meilleur buteur du championnat du Brésil : 2004 et 2008
- « Ballon d'argent brésilien » : 2004
- Meilleur buteur coupe du Brésil : 2001
- Meilleur buteur de la J-League : 2006
- J-League Équipe type : 2006
- Meilleur buteur de la coupe du monde des clubs : 2007

## Stats en club
| Saison | Équipe             | Pays    | Division | Matchs | Buts |
| ------ | ------------------ | ------- | -------- | ------ | ---- |
| 1997   | SC International   | Brésil  | 1        |        |      |
| 1997   | Grêmio             | Brésil  | 1        |        |      |
| 1998   | Ponte Preta        | Brésil  | 1        | 11     | 7    |
| 1998   | S.E.R. Caxias      | Brésil  | 1        |        |      |
| 1999   | Paraná Clube       | Brésil  | 1        | 20     | 10   |
| 2000   | Ponte Preta        | Brésil  | 1        | 23     | 16   |
| 2001   | Ponte Preta        | Brésil  | 1        | 24     | 18   |
| 2002   | Ponte Preta        | Brésil  | 1        | 9      | 8    |
| 02/03  | Fenerbahçe         | Turquie | 1        | 12     | 9    |
| 2004   | Atlético-PR        | Brésil  | 1        | 38     | 34   |
| 2005   | Tokyo Verdy 1969   | Japon   | 1        | 33     | 22   |
| 2006   | Urawa Red Diamonds | Japon   | 1        | 26     | 26   |
| 2007   | Urawa Red Diamonds | Japon   | 1        | 26     | 16   |

## Performances en Compétition Internationale
| Équipe | Compétition                   | Catégorie | Matchs | Matchs | Buts | Classement |
| Équipe | Compétition                   | Catégorie | Tit.   | Remp.  | Buts | Classement |
| ------ | ----------------------------- | --------- | ------ | ------ | ---- | ---------- |
| Brésil | Coupe des confédérations 2001 | A         | 5      | 0      | 1    | 4e place   |